# Saint-André-Avellin
Saint-André-Avellin è un comune del Canada, situato nella provincia del Québec, nella regione di Outaouais.